# Joseph Groussard
Joseph Groussard (La Chapelle-Janson, 2 maart 1934) was een Frans wielrenner. Hij was prof van 1956-1966.
Hij is de oudere broer van Georges Groussard, die ook beroepsrenner was.

## Palmares
1956
- 1e etappe Tour du Sud-Est
- 8e Parijs-Tours

1957
- 1e Parijs-Camembert
- 9e Parijs-Roubaix
- 42e Tour de France: 2e in de 6e etappe & 3e in de 14e etappe)

1958
- 1e Omloop van de Seinebochten
- 1e GP St.-Raphaël
- 9e Parijs-Tours
- 10ea Milaan-San Remo

1959
- 1e Genua-Nice
- 1e 22e etappe Tour de France (56e eindklassement)
- 1e GP Monaco

1960
- 1e Parijs-Camembert
- 1e Circuit de l'Indre
- 54e Tour de France: 3e in de 3e etappe

1961
- 1e etappe en eindklassement Midi Libre
- 1e Omloop van de Seinebochten
- 1e etappe Parijs-Nice (2e eindklassement)
- 1e etappe Vierdaagse van Duinkerken
- 45e Tour de France: 2e in de 7e etappe

1962
- 1e Vierdaagse van Duinkerken
- 1e Omloop van de Seinebochten
- 1e Grote Prijs van Locle
- 1e Eindklassement Internationaal Wegcriterium
- 57e Tour de France: 2e in de 3e & de 21e etappe

1963
- 1e Milaan-San Remo
- 5e Parijs-Nice
- 64e Tour de France: 3e in de 9e etappe

1964
- 1e GP d'Antibes
- 9e Bordeaux-Parijs
- 74e Tour de France

1965
- 1e Bordeaux-Saintes
- 96e Tour de France (rode lantaarn)

1966
- 2e Bordeaux-Parijs

## Resultaten in voornaamste wedstrijden
| Jaar | Ronde van Italië | Ronde van Frankrijk | Ronde van Spanje |
| ---- | ---------------- | ------------------- | ---------------- |
| 1957 |                  | 42e                 |                  |
| 1958 |                  | 25e                 |                  |
| 1959 |                  | 56e (1)             |                  |
| 1960 |                  | 52e                 |                  |
| 1961 |                  | 45e                 |                  |
| 1962 |                  | 57e                 |                  |
| 1963 |                  | 64e                 |                  |
| 1964 |                  | 74e                 |                  |
| 1965 |                  | 96e (laatste)       |                  |
| 1966 |                  |                     |                  |
| 1968 |                  |                     |                  |

| Jaar | Milaan-San Remo | Gent-Wevelgem | Ronde van Vlaanderen | Parijs-Roubaix | Amstel Gold Race | Ronde van Lombardije | Bretagne Classic | Waalse Pijl |  | WK op de weg |  | Wereldranglijsten |
| ---- | --------------- | ------------- | -------------------- | -------------- | ---------------- | -------------------- | ---------------- | ----------- |  | ------------ |  | ----------------- |
| 1957 |                 |               | 76e                  | 9e             |                  |                      | Brons            |             |  |              |  |                   |
| 1958 | 10e             |               | 52e                  |                |                  | 65e                  |                  |             |  |              |  |                   |
| 1959 |                 |               |                      | 16e            |                  | 21e                  |                  |             |  |              |  |                   |
| 1960 | 25e             |               | 66e                  | 20e            |                  | 81e                  |                  |             |  |              |  |                   |
| 1961 | 12e             |               |                      | 31e            |                  | 41e                  |                  | 17e         |  |              |  |                   |
| 1962 |                 |               |                      | 42e            |                  |                      |                  |             |  |              |  |                   |
| 1963 | ↑               |               | 18e                  | 39e            |                  |                      |                  |             |  | 23e          |  | 14e (SPP)         |
| 1964 | 29e             | 35e           | 45e                  | 20e            |                  |                      |                  | 11e         |  |              |  |                   |
| 1965 | 83e             |               | 20e                  |                |                  |                      |                  | 32e         |  | 22e          |  |                   |
| 1966 |                 |               |                      |                | opgave           |                      |                  |             |  |              |  |                   |
| 1968 |                 |               |                      |                |                  |                      | 7e               |             |  |              |  |                   |